# Silver Basket Porto Torres
L'Associazione Sportiva Silver Basket srl è stata una società di pallacanestro maschile di Porto Torres, in provincia di Sassari. Militava nella stagione 2008-2009 nel campionato di serie B2 Italiano.
A luglio 2009 la squadra in preda a difficoltà finanziarie ed in assenza di sponsor decide di non iscriversi al campionato Di B Dilettanti decretando la sparizione della stessa.

## Palmarès
- Coppa Italia LNP di Serie B2: 1
2004